# سیارک ۱۶۶۷۲
سیارک ۱۶۶۷۲ (به انگلیسی: 16672 Bedini، نامگذاری:1994BA1) شانزده هزار و ششصد و هفتاد و دومین سیارک کشف شده‌است که در ۱۷ ژانویه ۱۹۹۴ کشف شد.
قدر مطلق سیارک برابر ۱۶.۲ است.